# Berenice Piana
Berenice Piana de Piana (Dois Vizinhos, 18 de agosto de 1958) é uma militante brasileira, co-autora da lei 12.764, sancionada em 28 de dezembro de 2012, que leva seu nome: a Lei Berenice Piana, que instituiu a Política Nacional de Proteção dos Direitos da Pessoa com transtornos do espectro autista. Esta lei reconhece o autismo como uma deficiência, estendendo aos autistas, para efeitos legais, todos os direitos previstos para pessoas com algum tipo de deficiência.
Berenice é mãe de três filhos, sendo o caçula autista, o que lhe motivou à luta em defesa das pessoas com esse transtorno. Por conta disso, ela idealizou a primeira clínica Escola do Autista do Brasil, implantada em Itaboraí, no Rio de Janeiro, em abril de 2014, além de participar da criação de leis em defesa do autista em vários municípios e estados brasileiros.

## Lei Berenice Piana
Sancionada em 2012, a lei 12.764, ou Lei Berenice Piana, se tornou o primeiro caso de sucesso no senado como legislação participativa e até hoje constitui-se como objeto de estudo de advogados, juristas e estudantes de Direito.
Esta lei reconhece o autismo como uma deficiência, instituindo a Política Nacional de Proteção dos Direitos da Pessoa com Transtornos do Espectro Autista e prevê a participação da comunidade na formulação das políticas públicas voltadas para os autistas, além da implantação, acompanhamento e avaliação da mesma.
Por considerado os autistas como pessoas com deficiência, todos os direitos das pessoas com deficiência também passam a acolher as pessoas com esse transtorno. Assim, as pessoas com Transtorno do Espectro Autista e sua família passam a poder utilizar todo o serviço que a Assistência Social tem a oferecer no município onde reside. Também tem o direito à educação com atendimento especializado garantido pelo Estado.
Com a Lei, fica assegurado o acesso a ações e serviços de saúde, incluindo: o diagnóstico precoce, o atendimento multiprofissional, a nutrição adequada e a terapia nutricional, os medicamentos e as informações que auxiliem no diagnóstico e no tratamento. Da mesma forma, a pessoa com autismo terá assegurado o acesso à educação e ao ensino profissionalizante, à moradia, ao mercado de trabalho e à previdência e assistência social.

## Honrarias
- Embaixadora da paz pela ONU e União Européia, título reconhecido pelo Ministério das Relações Exteriores.[9]
- 2017 - Título de Cidadã Anapolina, por sua luta em prol da pessoa com autismo no Brasil.[9]